# Grimmia stenobasis
Grimmia stenobasis är en bladmossart som beskrevs av Dixon in Christophersen 1960. Grimmia stenobasis ingår i släktet grimmior, och familjen Grimmiaceae. Inga underarter finns listade i Catalogue of Life.